# 川尻駅前停留場
川尻駅前停留場（かわしりえきまえていりゅうじょう）は、かつて熊本県熊本市にあった熊本市交通局川尻線に属した電停（廃駅）である。

## 構造
- 専用軌道上にあった、道路を挟んで離れていた相対式2面2線。

## 歴史
- 1926年（大正15年）10月12日 熊本電気軌道が世安橋 - 岡町間を新規開業と共に「八幡駅」として開設。
- 1945年（昭和20年）12月1日 熊本市が百貫線と共に川尻線買収、熊本市交通局の路線となる。
- （改称時期不明） 名称を八幡から川尻駅前に変更
- 1965年（昭和40年）2月21日 川尻線廃止に伴い、当駅も廃止。

駅名の由来
- 当駅から西に300m離れた地点にある国鉄鹿児島本線の川尻駅から。

## 現在

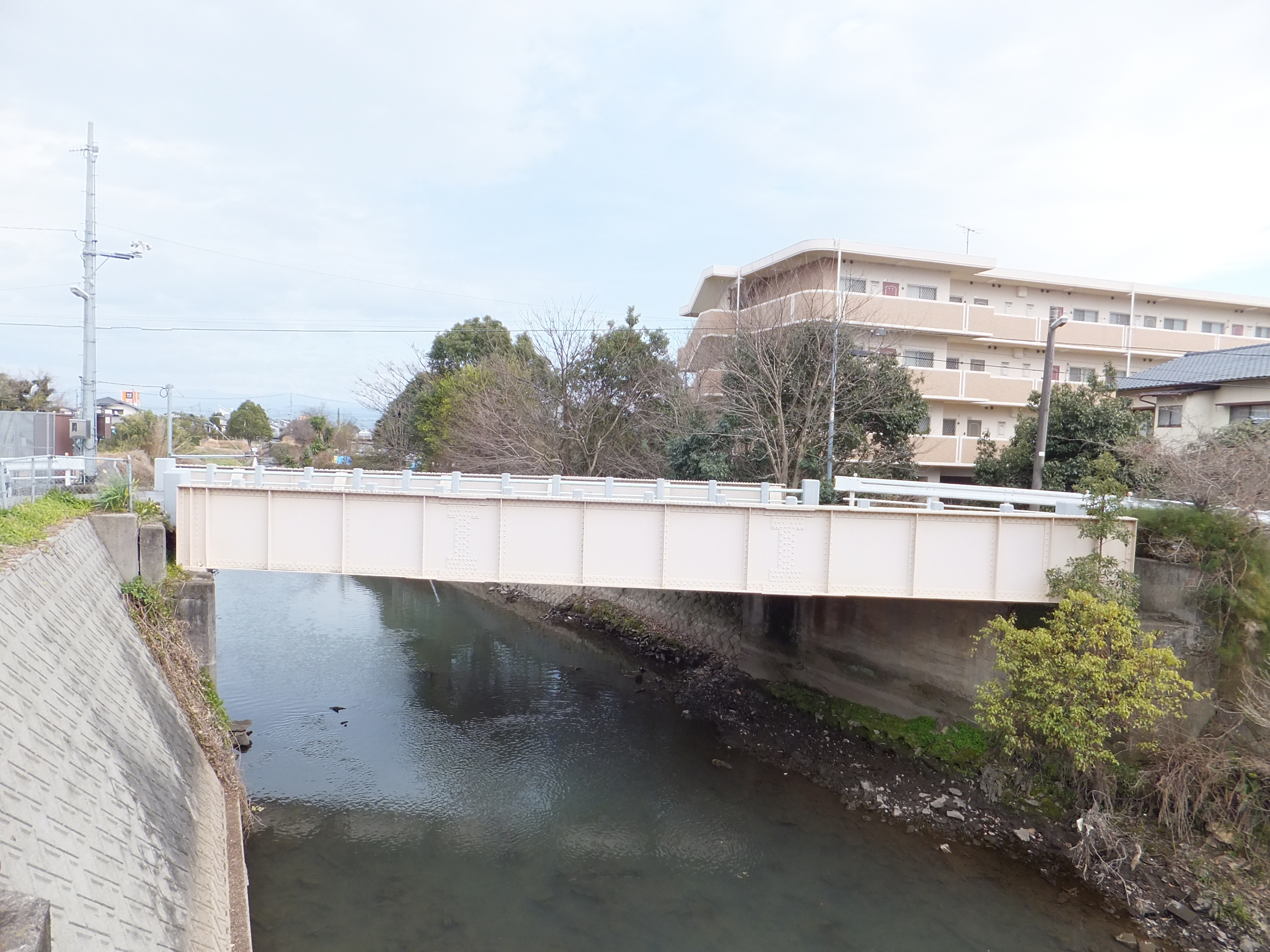
宮ノ前 - 川尻駅前間の天明新川鉄橋

- 廃止後に宮ノ前 - 川尻町区間の軌道跡は、そのまま国道3号バイパスから分岐した「バイパス道路」になったが、現在は「市道」となっている。
川尻線の数少ない構造物である、天明新川に架かる鉄橋も存在している。

## 隣の停留場
熊本市交通局
川尻線
宮ノ前電停 - 川尻駅前電停 - 岡町電停